# Pedicularis afghanica
Pedicularis afghanica är en snyltrotsväxtart som beskrevs av Per Erland Berg Wendelbo. Pedicularis afghanica ingår i släktet spiror, och familjen snyltrotsväxter. Inga underarter finns listade i Catalogue of Life.